# Festival des guitares du monde en Abitibi-Témiscamingue
Le Festival des guitares du monde en Abitibi-Témiscamingue ou FGMAT présente pendant 8 jours une vingtaine de spectacles sans compter les Sorties du Festival en salle privée. Un total qui avoisine les 70 événements. Ce festival québécois se déroule principalement à Rouyn-Noranda, en Abitibi-Témiscamingue.

## Historique et description
Le festival est né de la rencontre de deux hommes : Jean-Charles Coutu, juge de la Cour du Québec à la retraite et Alain Vézina, ancien disquaire passionné de musique. Entourés de quelques parents et amis, ils produisent en mai 2005 le premier FGMAT. La direction artistique est confiée à Alain Vézina qui utilise ses nombreux contacts dans l'industrie de la musique pour attirer de grands noms de la guitare à Rouyn-Noranda. L'événement se déroule sur 3 jours et propose une dizaine de spectacles dont Robert Michaels, Canadian Guitar Quintet et les Lost Fingers. Devant l'engouement et la réponse des festivaliers, les 2 membres fondateurs décident de poursuivre l'aventure à chaque année.
En 2012, le festival a enregistré 33 000 entrées pendant les 8 jours de festivités et 23 spectacles étaient inclus dans la programmation régulière dont Luc De Larochelière, Patrick Norman, et des géants du rock tels que George Thorogood, les Doobie Brothers et Grand Funk Railroad. Les « Sorties du festival » se sont déroulées aux quatre coins de l'Abitibi-Témiscamingue dans des salles privées à La Sarre, Amos, Val-d'Or, Malartic, Ville-Marie, Rouyn-Noranda et La Motte.
La 7e édition du FGMAT a été couronnée de succès, confirmant du même coup la place de cet événement dans le monde culturel canadien. Des artistes aussi renommés que José Feliciano (8 Grammy awards), Tommy Emmanuel, Harry Manx, Manuel Barrueco, Pavlo, Peppino D'Agostino, America, Johnny Winter, Tuck and Patti, Randy Bachman, Roch Voisine, Sharon Isbin (3 Grammy), Stanley Clarke (2 Grammy), Lionel Loueke, Buffy Ste-Marie, Jesse Cook, Matt Andersen et la jeune sensation Joe Robinson ont foulé les planches du Festival des guitares du monde depuis 2005.
Le Festival des guitares du monde est possiblement l'un des seuls événements du genre avec le Festival de musique émergente à se dérouler dans un rayon de 200 mètres. Les 3 scènes principales sont situées à moins de 100 mètres l'une de l'autre. C'est tout un avantage pour les festivaliers qui se stationnent pour le spectacle de 17 heures et qui peuvent ensuite se déplacer à pieds pour le spectacle de 19 heures et celui de 21 heures. Assurément l'un des événements les plus « verts » de sa catégorie.
En plus de contribuer à la culture de l'Abitibi-Témiscamingue, le FGMAT provoque des retombées économiques très importantes à chaque éditions pour la région.